# Hipotensão arterial
Hipotensão arterial é a situação médica na qual existem baixos valores da pressão arterial, abaixo do normal, acompanhada de sintomas decorrentes desta queda. Um valor de pressão sistólica menor que 80—90 mmHg é geralmente considerado baixo, ou de pressão diastólica menor que 60 mmHg. Só é caracterizada como um problema clínico se houver déficits como em débito cardíaco, volemia ou resistência periférica. Entre os sintomas podem ocorrer tonturas, desmaios, confusão mental e alterações visuais. Pressão muito baixa pode causar dano aos órgãos, o que é chamado choque.
Como o risco de derrame cerebral e infarto agudo do miocárdio é contínuo com a pressão arterial elevada, um valor baixo de pressão na ausência de sintomas, não só é normal, como é desejado. 
- Se uma pessoa tem pressão arterial de 90/60 mmHg, sem ter sintomas, isto não é hipotensão arterial.
- Se uma pessoa tem tonturas quando a pressão cai a 110/65 e não tem quando a pressão é mais alta, isto é hipotensão arterial.

Devemos prestar muita atenção, pois na maioria dos casos os sintomas de hipotensão ou hipertensão arterial são os mesmos, levando ao paciente ter impressão errada e as vezes se auto medicando sem ao menos ter aferido a pressão arterial .

## Causas
Quedas de pressão podem acontecer em situações que favorecem a perda do controle do fluxo de sangue e a hipovolemia, ou seja, a diminuição da quantidade de sangue no corpo. Desidratação, jejum prolongado, uso excessivo de medicações contra a hipertensão, de diuréticos e de remédios para emagrecer, entre outros, podem ser os responsáveis por essa condição. Da mesma forma, nos dias de calor, a tendência é diminuírem os níveis de pressão, porque as artérias ficam mais dilatadas e o sangue não precisa exercer muita força para circular.
Quedas de pressão podem ocorrer também, quando a pessoa se levanta de repente depois de muito tempo deitada, agachada ou sentada, em decorrência de um déficit momentâneo na irrigação do cérebro por causa do retorno venoso mais lento e do subsequente débito cardíaco. Nesse caso, elas recebem o nome específico de hipotensão postural ou ortostática. Ela é definida como redução da pressão arterial sistólica > 20 mmHg ou da pressão arterial diastólica > 10 mmHg, medida com o paciente em pé após 3 minutos. Esses quadros são mais frequentes nos idosos, em pacientes tratados com drogas hipertensivas, disautonômicos ou nos portadores de diabetes. Já a chamada hipotensão neuralmente mediada pode manifestar-se quando a pessoa fica muito tempo em pé, parada, sem se movimentar, ou em resposta a uma experiência de grande impacto emocional.
O limite aceitável da hipotensão é determinado pela capacidade de perfusão tecidual, ou seja, pelo fluxo sanguíneo e aporte de oxigênio oferecido aos tecidos para mantê-los funcionando. Abaixo desses níveis, a situação é considerada de choque circulatório, estabelecido ou iminente, uma urgência médica de extrema gravidade.
1. 1 2  Porto, Celmo Celeno (2013). Semiologia Médica 7ª ed. Rio de Janeiro: Guanabara Koogan
2. ↑  «Low Blood Pressure | National Heart, Lung, and Blood Institute (NHLBI)». www.nhlbi.nih.gov. Consultado em 5 de janeiro de 2020
3. 1 2  «Low blood pressure (hypotension) - Symptoms and causes». Mayo Clinic (em inglês). Consultado em 5 de janeiro de 2020
4. ↑  «7ª Diretriz Brasileira de Hipertensão Arterial» (PDF). Sociedade Brasileira de Cardiologia. Arquivos Brasileiros de Cardiologia. 107 (3). Setembro 2016. ISSN 0066-782X